# Chlorotettix bimaculatus
Chlorotettix bimaculatus är en insektsart som beskrevs av Delong och Rauno E. Linnavuori 1978. Chlorotettix bimaculatus ingår i släktet Chlorotettix och familjen dvärgstritar. Inga underarter finns listade i Catalogue of Life.